# A-League volleybal 2007/08
De A-League is het hoogste competitieniveau voor volleybal in Nederland. Het seizoen 2007/08 was het eerste seizoen van de A-League, die de voormalige Eredivisie Volleybal heeft vervangen.

## Competitieopzet
In de A-League kwamen in het seizoen 07/08 8 teams uit bij de heren en de dames. De teams in de competitie spelen vier keer per seizoen tegen elkaar. De nummer laatst uit de reguliere competities degradeert naar de B-League.

## Heren
Teams in de A-league in het seizoen 2007-2008 bij de heren:
| klassering | club                       | punten |
| ---------- | -------------------------- | ------ |
| 1          | Piet Zoomers/Dynamo        | 73     |
| 2          | ORTEC Rotterdam.Nesselande | 64     |
| 3          | D.O.C.-Stap Orion          | 55     |
| 4          | Bol Networks/Lycurgus      | 47     |
| 5          | Landstede Volleybal/VCZ    | 41     |
| 6          | VC Omniworld               | 25     |
| 7          | HvA Volleybal              | 19     |
| 8          | Martinus                   | 12     |

Piet Zoomers/Dynamo en ORTEC Nesselande naar play offs, Martinus degradeert.
Beko/Next Volley Dordrecht promoveert.

### Play offs
Piet Zoomers/Dynamo - ORTEC Nesselande 4-1 (3-2,3-1,3-2,1-3,3-2)

### Kampioen
- Piet Zoomers/Dynamo

## Dames
Teams in de A-league in het seizoen 2007-2008 bij de dames:
| klassering | club               | punten |
| ---------- | ------------------ | ------ |
| 1          | DELA Martinus      | 80     |
| 2          | AMVJ               | 62     |
| 3          | Sliedrecht Sport   | 44     |
| 4          | Plantina Longa     | 42     |
| 5          | Heutink-Pollux     | 39     |
| 6          | Dros/Alterno       | 31     |
| 7          | GTI-Nesselande     | 25     |
| 8          | Rijnmond Volleybal | 13     |

Martinus en AMVJ naar play offs, Rijnmond Volleybal degradeert.
VC Weert promoveert.

### Play offs
DELA Martinus - AMVJ 4-0 (3-0, 3-0, 3-0, 3-1)

### Kampioen
- DELA Martinus